# 3 червня
3 червня — 154-й день року (155-й у високосні роки) у григоріанському календарі. До кінця року залишається 211 днів.

## Свята і пам'ятні дні

### Міжнародні
- ООН: Всесвітній день велосипеда[1]

### Національні
Україна: День Чебрецю

### Релігійні

#### Християнство
Загальне:
- День Святої Клотільди

 Католицизм
- День Святих Угандійських Мучеників.

 Православ'я
- Мучеників Лукиліана, Клавдія, Іпатія, Павла, Діонісія і Павли, діви.
- Священномученика Лукіана, єпископа, Максіана, пресвітера, Юліана, диякона, Маркеліана і Сатурнина в Бельгії.

 Протестантизм:
- День Святого Папи Римського Івана XXIII.

## Події

Кокарда «Зоря» Сердюцької дивізії (1918)

- 1527 — о 7 годині вечора розпочалась Велика пожежа Львова, що знищила всю готичну забудову міста.
- 1571 — війська кримського хана Девлет-Ґерая захопили і до тла спалили Москву
- 1638 — почалася Жовнинська битва, вирішальна битва повстанців на чолі з Дмитром Гунею проти війська Речі Посполитої під час повстання Острянина.
- 1768 — взяття Умані гайдамацькими загонами Максима Залізняка та Івана Ґонти.
- 1784 — місто Акмєсджит перейменоване на Сімферополь. У протоколі засідання Таврійського обласного правління від 23 травня 1784 року зазначається, що «з Акмечета буде губернське місто Сімферополь».
- 1892 — заснований англійський футбольний клуб «Ліверпуль».
- 1918 — за наказом гетьмана Павла Скоропадського почалось формування Сердюцької дивізії.
- 1998 — залізнична катастрофа поблизу Ешеде в Німеччині.
- 2006 — Чорногорія проголосила незалежність.
- 2017 — у Лондоні здійснено серію терористичних атак. Терористи вбили вісім людей і поранили десятки мирних жителів. Трьох нападників поліція застрелила.

## Народились
Дивись також Категорія:Народились 3 червня
- 1545 — Іван Вишенський, український письменник-полеміст.
- 1726 — Джеймс Гаттон, шотландський вчений, засновник сучасної геології.
- 1793 — Антоній Мальчевський, польський поет.
- 1814 — Хведір Холодний, український музикант, бандурист, кобзар

- 1863 — Євген Петрушевич, український громадсько-політичний діяч, правник, президент ЗУНР.
- 1876 — Микола Бурденко, хірург українського походження, один із основоположників нейрохірургії, перший президент Академії медичних наук СРСР.
- 1881 — Володимир Іздебський, український та американський скульптор, живописець, художній критик, організатор салонів. Батько української письменниці Паоли Утевської (1911—2001).
- 1881 — Михайло Ларіонов, український живописець, графік, художник театру, теоретик мистецтва, один з основоположників авангарду.
- 1882 — Митрофан Греков, художник-баталіст, вчився в Одеському художньому училищі у Кирияка Костанді і в Петербурзькій академії мистецтв у Іллі Рєпіна та Франца Рубо. Його ім'ям назване Одеське художнє училище.
- 1899 — Георг фон Бекеші, угорсько-американський біофізик (помер 1972).
- 1922 — Ален Рене, французький кінорежисер.
- 1926 — Костянтин Ситник, український доктор біологічних наук, професор (1967), академік НАН України
- 1927 — Валерій Польовий, український композитор
- 1927 — Геннадій Польовий, український художник-графік
- 1928 — Костянтин Степанков, український актор театру і кіно («Ярослав Мудрий», «Вавилон ХХ», «Гадюка»). Чоловік Ади Роговцевої.
- 1930 — Володимир Литвиненко, український живописець, Член Спілки художників України, заслужений художник України.
- 1974 — Сергій Ребров, український футболіст.
- 1986 — Рафаель Надаль, іспанський тенісист.
- 1986 — Томаш Вернер, чеський фігурист.
- 1990 — Скриптоніт, казахстанський музикант.

## Померли
Дивись також Категорія:Померли 3 червня
- 1875 — Жорж Бізе, французький композитор, диригент, піаніст епохи романтизму.
- 1890 — Оскар Кольберг, польський етнограф, фольклорист і композитор.
- 1899 — Йоганн Штраус (син), австрійський композитор, скрипаль, диригент. Старший син Йоганна Штрауса старшого.
- 1924 — Франц Кафка, німецький письменник.
- 1930 — Олександр Богомазов, український графік, живописець, педагог, теоретик мистецтва, представник українського й світового авангарду.
- 1930 — Павло Тутковський, український геолог, географ і педагог.
- 1959 — Пилип Коновал, єдиний українець — кавалер ордену Хрест Вікторії.
- 1963 — Іван XXIII, Папа Римський.
- 1975 — Сато Ейсаку, прем'єр-міністр Японії у 1967—1972, нобелівський лауреат миру у 1974
- 1977 — Роберто Росселліні, італійський кінорежисер.
- 2009 — Коко Тейлор, американська співачка, яку називали за унікальний голос Королевою блюзу.